# 臺中市立烏日國民中學
臺中市立烏日國民中學，簡稱烏日國中，是臺灣臺中市烏日區的一所國民中學。

## 學區
烏日里、湖日里、三和里、學田里、榮泉里。

## 外部連結
- 台中市立烏日國民中學 （页面存档备份，存于）